# El cielo dentro de casa
El cielo dentro de casa es una obra de teatro en dos actos del dramaturgo español Alfonso Paso estrenada en 1957.

## Argumento
Laura, una mujer burguesa, infeliz y aburrida de su matrimonio, decide fugarse con Daniel, amigo de su marido, la noche de San Juan. Sin embargo, en el curso de los acontecimientos, Laura sufre una ensoñación y es testigo de cómo, en un escenario futurible, una mujer de nombre Susana ocupa el corazón de su marido y le da un hijo. Laura decide entonces permanecer en el hogar.

## Estreno
- Teatro Recoletos, de Madrid, el 13 de diciembre de 1957.
  - Dirección: Diego Hurtado.
  - Intérpretes: Mary Carrillo, Enrique Diosdado, Juan Cortés, Josefina Robeda.

## Otras adaptaciones
- Teatro Eslava, de Valencia, en 1958. 
  - Intérpretes: Antonio Ferrandis, Andrés Mejuto y Margot Cottens.

- Cine: con el título de Navidades en junio (1960).
  - Dirección: Tulio Demicheli.
  - Intérpretes: Alberto Closas (Julio), Marga López (Laura), Rafael Alonso (Daniel), José Luis López Vázquez, Gracita Morales.

- Televisión: en Estudio 1, de Televisión española, el 13 de julio de 1966.
  - Dirección: Marcos Reyes.
  - Intérpretes: Carmen Bernardos (Laura), Ismael Merlo, Paco Morán, Carmen Lozano.

## Premios
- Premio Nacional de Teatro (1958).